# Przybysz z gwiazd
Przybysz z gwiazd (ang. Invasion America) – japońsko-amerykański serial animowany wyprodukowany przez The WB Television Network i DreamWorks SKG.

## Opis fabuły
David Carter wyrusza w wyprawę by odnaleźć swoich rodziców, którzy zginęli w niewyjaśnionych okolicznościach. W czasie wyprawy chłopak dowiaduje się o spisku mającym na celu zniszczenie sąsiedniej cywilizacji.

## Bohaterowie
- David Carter
- Rafe
- Rita Carter
- Cale-Oosha
- Major Philip

## Spis odcinków
| N/o            | Polski tytuł | Angielski tytuł |
| -------------- | ------------ | --------------- |
|                |              |                 |
| SERIA PIERWSZA |              |                 |
|                |              |                 |
| 01             |              | The Legend      |
|                |              |                 |
| 02             |              | The Son         |
|                |              |                 |
| 03             |              | Flight          |
|                |              |                 |
| 04             |              | Assault         |
|                |              |                 |
| 05             |              | Renewal         |
|                |              |                 |
| 06             |              | Home            |
|                |              |                 |
| 07             |              | Capture         |
|                |              |                 |
| 08             |              | The Trip        |
|                |              |                 |
| 09             |              | Allies          |
|                |              |                 |
| 10             |              | Charade         |
|                |              |                 |
| 11             |              | Rendezvous      |
|                |              |                 |
| 12             |              | Countdown       |
|                |              |                 |
| 13             |              | Dark Side       |
|                |              |                 |